# System bezkrzywkowy

Mechanizm krzywkowy sterujący zaworami grzybkowymi w silniku

System bezkrzywkowy – system sterowania zaworami grzybkowymi w silnikach. System wykorzystuje elektromagnetyczne, hydrauliczne lub pneumatyczne siłowniki do sterowania zaworami zamiast tradycyjnych krzywek zainstalowanych na wale (stąd nazwa).
Większość czterozaworowych silników tłokowych posiada jeden lub więcej wałków rozrządu potrzebnych do otwierania i zamykania zaworów w silniku. Wałek rozrządu napędzany jest z wału korbowego poprzez pasek zębaty, łańcuch lub przekładnię zębatą. W systemie bezkrzywkowym siłowniki mogą być użyte zarówno do otwierania, jak i zamykania zaworów, lub też otwierania podczas gdy za zamknięcie zaworu odpowiada sprężyna zaworowa.

## Rozwój systemu bezkrzywkowego
System bezkrzywkowy w dalszym ciągu stanowi wyzwanie dla konstruktorów. Typowe problemy to wysoki pobór mocy, wrażliwość na temperaturę, waga i montaż, duży hałas, wysokie koszty produkcji, czy też niebezpieczeństwo dla silnika w przypadku problemów układu elektrycznego.
Technologia bezkrzywkowa jest wciąż opracowywana przez takie firmy jak Renault, BMW, Fiat, Valeo, General Motors, Lotus Cars, Ford i Koenigsegg.

## System bezkrzywkowy w silnikach
Firma MAN B&W Diesel AG obecnie produkuje silniki do statków, które wykorzystują system elektromagnetycznego sterowania zaworami.  Zalety stosowania technologii bezkrzywkowej:
- Doskonałe parametry wydajności dzięki elektrycznej regulacji wtrysku paliwa i regulacji zaworów wydechowych pod dowolnym obciążeniem
- Zmniejszenie wytwarzanych tlenków azotu
- Łatwa zmiana pracy silnika
- Bardziej precyzyjna kontrola sterowania zaworami
- Wydłużone czasokresy badania technicznego
- Mniejsze obroty pracy silnika dla lepszej zwrotności statku
- Lepsze przyspieszenie i hamowanie statku